# Rahim Yar Khan
Rahim Yar Khan är huvudort för ett distrikt med samma namn i den pakistanska provinsen Punjab. Folkmängden uppgick till cirka 420 000 invånare vid folkräkningen 2017.